# Víctor Lobatón
Víctor Lobatón (Chincha, Perú; 15 de junio de 1943-Lima, Perú; 7 de agosto de 1990), más conocido como kilo, fue un futbolista y entrenador peruano que jugaba de puntero izquierdo, movedizo y encarador. Era hermano de Hugo Lobatón y Pablo Lobatón y primo de Abel Lobatón Vesgas, Manuel Lobatón, y tío de Abel Lobatón y Carlos Lobatón.

## Trayectoria
Hizo su debut en Universitario el 15 de septiembre de 1963 ante Sporting Cristal jugando con Roberto Chale, Héctor Chumpitaz, Luis Cruzado y Ángel Uribe. Anotó su primer gol el 22 de septiembre de 1963 en el empate a uno ante Defensor Lima. Luego pasaría al Ciclista Lima y al Club Atlético Chalaco, donde terminó su carrera en 1973, tras una fuerte lesión cerebral debido a un golpe de cabeza que recibió en un partido, la cual lo obligo a retirarse del futbol.
En total, marcó veinticuatro goles en ochenta y dos encuentros. Su apodo de "kilo" fue porque en su natal chincha se comía un kilo de camote sancochado.

### Director técnico
En su nueva etapa dirigió al Club Atlético Chalaco entre 1975 y 1976, y en 1980 también al Club Octavio Espinosa de Ica.

## Clubes

### Como jugador
| Club                      | País | Año       |
| ------------------------- | ---- | --------- |
| Universitario de Deportes | Perú | 1963-1968 |
| Ciclista Lima             | Perú | 1969-1970 |
| Atlético Chalaco          | Perú | 1971-1973 |

### Como entrenador
| Club                  | País | Año       |
| --------------------- | ---- | --------- |
| Club Atlético Chalaco | Perú | 1975-1976 |
| Club Octavio Espinoza | Perú | 1980      |

## Palmarés
| Título           | Club                           | País | Año  |
| ---------------- | ------------------------------ | ---- | ---- |
| Primera división | Club Universitario de Deportes | Perú | 1964 |
| Primera división | Club Universitario de Deportes | Perú | 1966 |
| Primera división | Club Universitario de Deportes | Perú | 1967 |
| Segunda división | Club Atlético Chalaco          | Perú | 1972 |